# Асмэра (аэропорт)

Междунаро́дный аэропо́рт Асмэ́ры, ранее известный как аэропорт имени Йоханнеса IV (ИАТА: ASM, ИКАО: HHAS) — аэропорт города Асмэры, столицы Эритреи.
В 2004 году аэропорт обслужил 136 526 пассажиров (+11,8 % по сравнению с 2003 г.).
У аэропорта Асмэры есть серьёзные ограничения из-за небольшого терминала, короткой взлётно-посадочной полосы и высоты над уровнем моря около 2,3 км. Всё это означает, что большие реактивные самолёты (типа A380, MD-11 или Боинга 747) не могут летать в этот аэропорт. Самолётам такого размера надо будет использовать международный аэропорт Массауа, на красноморском побережье Эритреи.